# 公孫鄭
公孫鄭（？—前620年），子姓，名鄭，宋国孤卿。
前620年夏季四月，宋成公死后，宋昭公准备杀死群公子。宋国的穆族和襄族率领国人攻打宋昭公，公孙固和公孙郑在宫里被穆族和襄族杀死。《左傳》認為他們二人無罪被殺，所以《春秋經》不稱其名，《史記》十二諸侯年表稱公孙固殺死宋成公，公弟禦再殺公孙固和太子，一年後，公弟禦被殺，宋昭公即位。與《春秋左傳》完全不同。